# Jakab Raile
Jakab Raile (n. 6 octombrie 1894, Vaskút, Districtul Baja, Țările Coroanei Sfântului Ștefan, Ungaria – d. 6 septembrie 1949, Newark, New Jersey, SUA) a fost un preot iezuit din Ungaria care a contribuit la salvarea mai multor evrei în cursul Holocaustului în această țară.
Din acest motiv a fost recunoscut în 1992, cu titlu postum, ca „drept între popoare”, de către Institutul memorial Yad Vashem din Ierusalim.